# Erika Ackerlund
Erika Ackerlund (Helena, 14 de mayo de 1996) es una deportista estadounidense que compite en triatlón. Ganó una medalla de plata en los Juegos Panamericanos de 2023 y dos medallas en el Campeonato Panamericano de Triatlón de 2019.

## Palmarés internacional
| Juegos Panamericanos    | Juegos Panamericanos | Juegos Panamericanos | Juegos Panamericanos |
| Año                     | Lugar                | Medalla              | Prueba               |
| ----------------------- | -------------------- | -------------------- | -------------------- |
| 2023                    | Santiago (Chile)     | Medalla de plata     | Relevo mixto         |
| Campeonato Panamericano |                      |                      |                      |
| Año                     | Lugar                | Medalla              | Prueba               |
| 2019                    | Monterrey (México)   | Medalla de plata     | Individual           |
| 2019                    | Monterrey (México)   | Medalla de bronce    | Relevo mixto         |